# École nationale supérieure de chimie de Lille
École nationale supérieure de chimie de Lille (ou Chimie Lille ou ENSCL) fundada em 1894,  é uma escola de engenharia, instituição de ensino superior público localizada na cidade do Villeneuve-d'Ascq, França.
A ENSCL está entre as mais prestigiadas grandes écoles de 
Engenharia da França.

## Professores famosos
- Georges Chaudron, um químico francês;
- Paul Pascal, um químico, mineralogista e metalurgista francês.